# Trichotosia dasyphylla
Trichotosia dasyphylla là một loài thực vật có hoa trong họ Lan. Loài này được (E.C.Parish & Rchb.f.) Kraenzl. miêu tả khoa học đầu tiên năm 1911.